# Fontana Barmalej

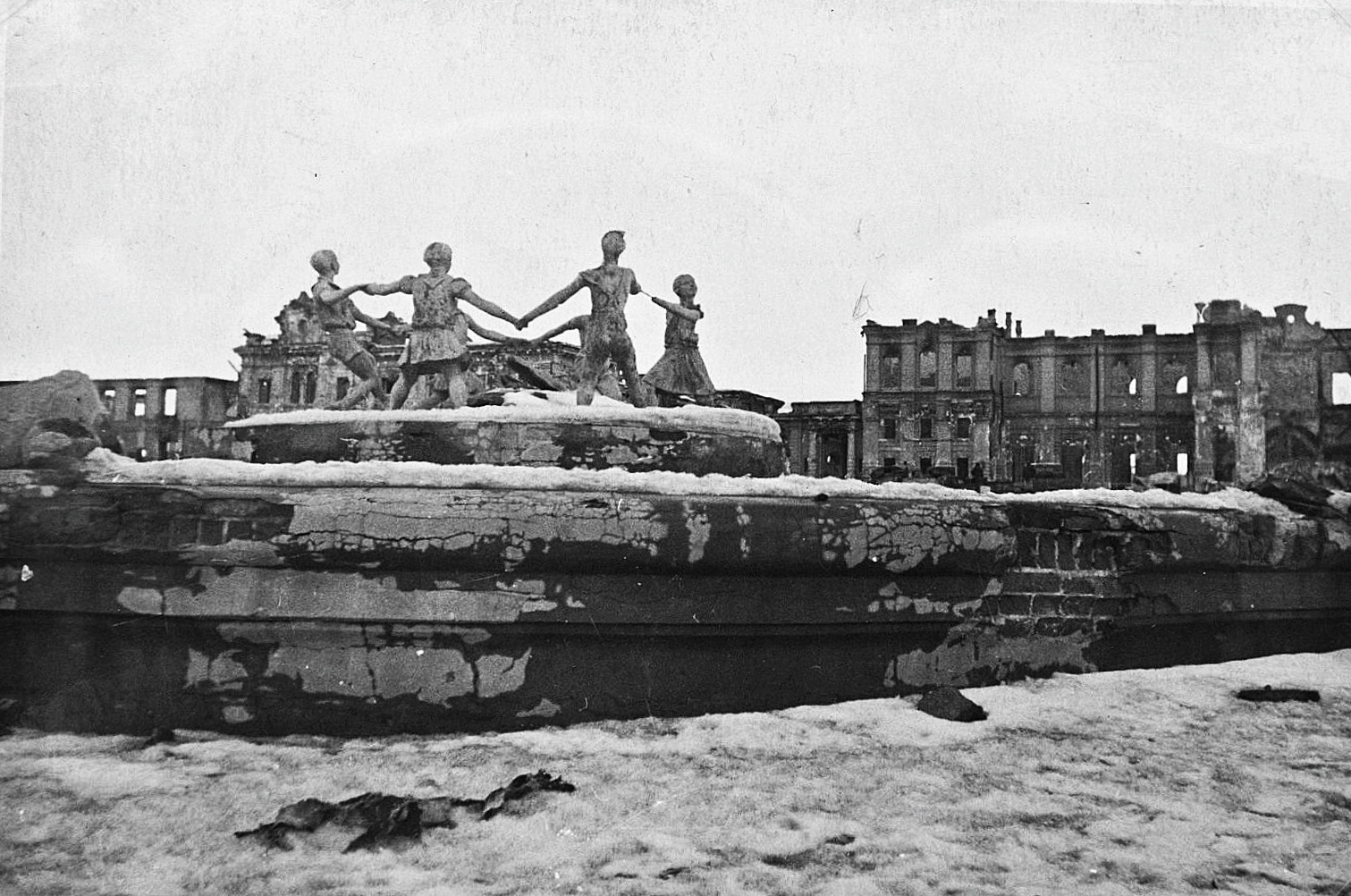
Fotografia della fontana nel 1943 dopo la conclusione della battaglia di Stalingrado. Foto di Sergej Strunnikov

La fontana Barmalej (in russo фонтан Бармалей?), nota anche come Girotondo dei bambini (in russo Детский хоровод?, Detskij chorovod) è una fontana nella città russa di Volgograd (chiamata Stalingrado dal 1925 al 1961). Rappresenta sei bambini che danzano in cerchio attorno ad un coccodrillo. La fontana originale fu rimossa negli anni '50 e nel 2013 ne furono installate due repliche.

## Storia
Si ritiene che la fontana sia stata installata negli anni '30, epoca in cui il paesaggio dell'Unione Sovietica fu adornato da varie decorazioni urbane. La struttura divenne nota grazie a una fotografia scattata da Emmanuil Yevzerikhin il 23 agosto 1942, ove era evidente il contrasto con la distruzione subita dalla città durante la lunga battaglia di Stalingrado.
La fontana fu restaurata dopo la fine della guerra, ma rimossa negli anni '50. Ne furono installate due riproduzioni, una delle quali nella posizione originaria vicino alla stazione ferroviaria, il 23 agosto 2013, in occasione del 71º anniversario della fotografia.
La fontana compare nei film Il nemico alle porte e Stalingrad ed è possibile vederne una simile nei film V per Vendetta e Arancia meccanica.

## Nome

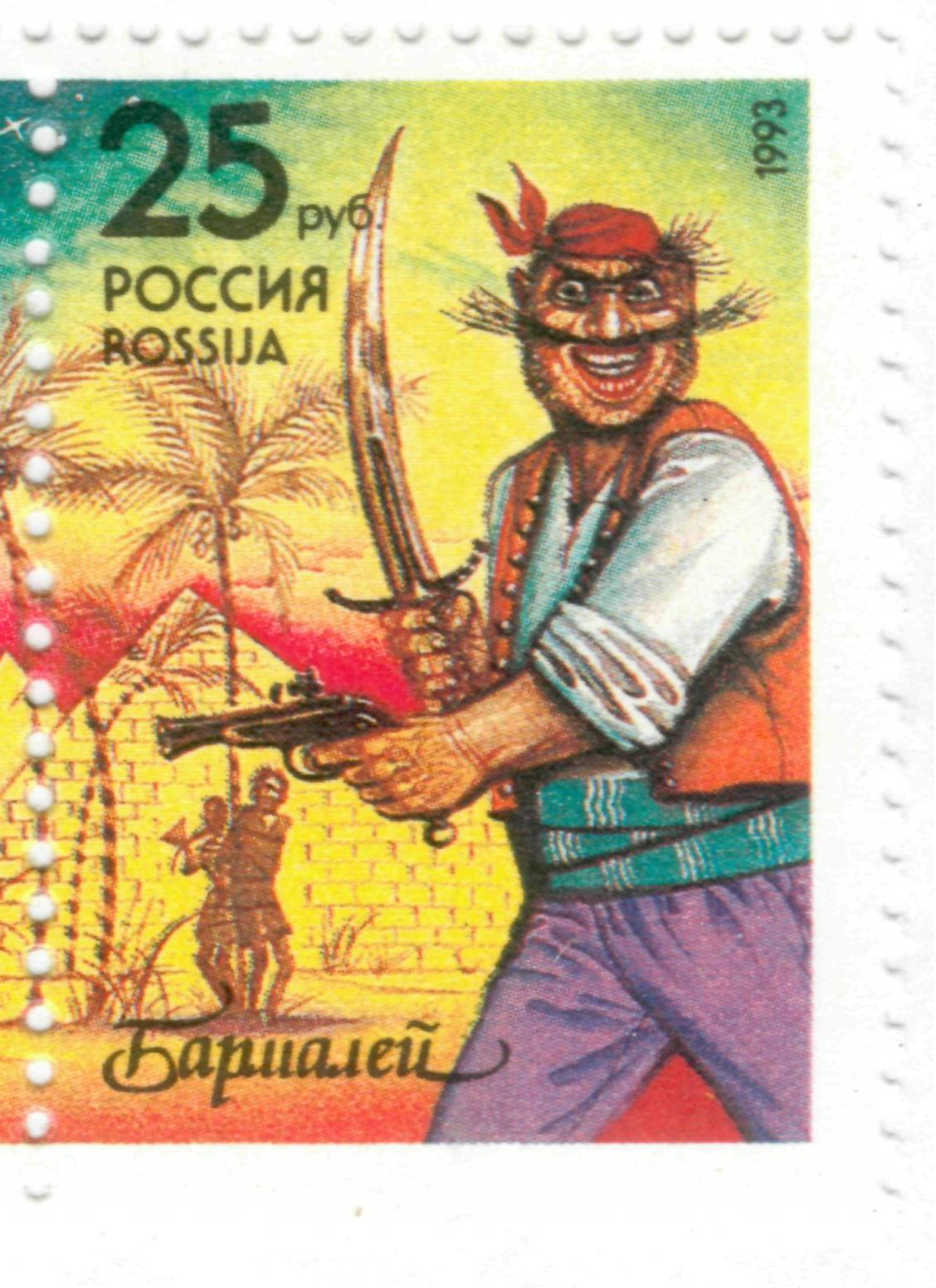
Francobollo del 1993 raffigurante Barmalej

Il nome informale del monumento deriva dall'omonima fiaba in versi composta da Kornej Čukovskij nel 1925, cui si ispira la scena raffigurata.
Nella fiaba, Tanya e Vanya vengono messi in guardia dai loro genitori affinché non si rechino in Africa, dove si trovano squali, gorilla, coccodrilli e soprattutto il malvagio pirata Barmalej. I bambini però disubbidiscono e vanno in Africa, dove si divertono a raccogliere fichi e datteri e a solleticare il ventre di un ippopotamo. Quest'ultimo, offeso, chiama a gran voce Barmalej che cattura i bambini e minaccia di divorarli: l'intervento del buon dottor Aybolit non vale a dissuaderlo. Sopraggiunge un coccodrillo, chiamato da un gorilla, che su richiesta del dottore inghiottisce Barmalej. Il pirata esprime pentimento e viene liberato: si recherà a Leningrado e preparerà dolci per i bambini della città.